# Baie d'Atikoumé
 (août 2013).
Si vous disposez d'ouvrages ou d'articles de référence ou si vous connaissez des sites web de qualité traitant du thème abordé ici, merci de compléter l'article en donnant les références utiles à sa vérifiabilité et en les liant à la section « Notes et références ».
La baie d’Atikoumé est située à la frontière entre le Ghana et le Togo au niveau de Lomé, capitale du Togo. C’est un lieu qui présente de l’intérêt car la conjonction de l’Histoire et de la géologie du lieu a abouti à la formation de la baie. La baie tient donc sa formation d’une double cause géologique et historique.

## Géographie

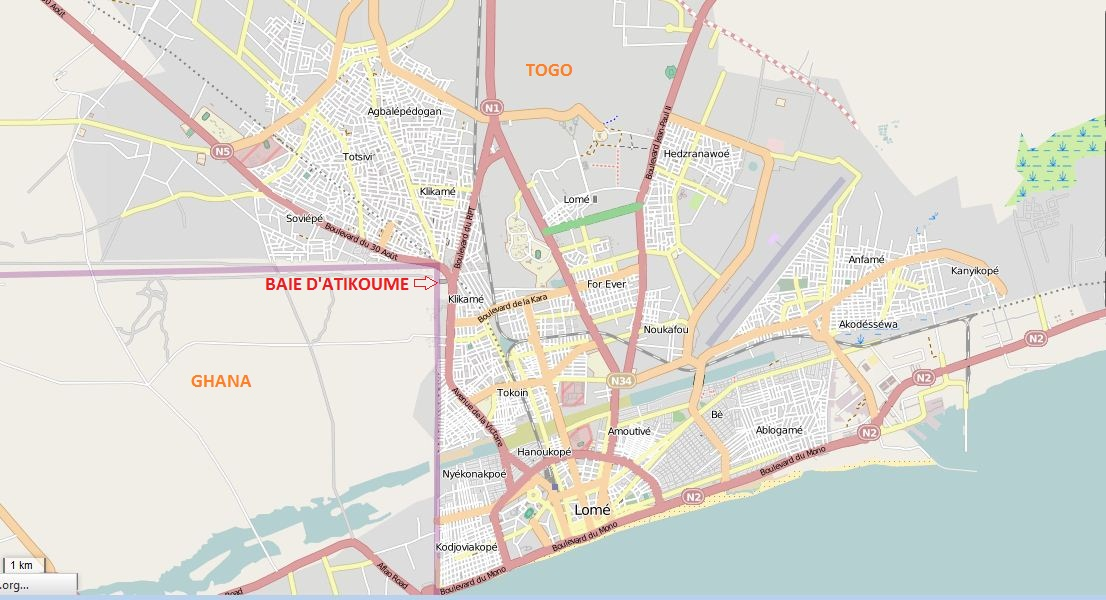
Situation de la baie d'Atikoumé sur une carte Open Street Map

La baie d’Atikoumé est togolaise. Elle est située du côté togolais de la frontière Togo/Ghana. C’est un espace naturel en pleine urbanisation loméenne. Il faut rappeler que Lomé est la seule capitale située à une frontière et dont l’urbanisation reste dense, même à la frontière. À part, l’étude géographique de Lomé pourrait d’ailleurs aboutir à la conclusion que l’urbanisation de la ville a été stoppée par le tracé de la frontière Togo/Ghana. Le quartier autour de la baie est spécifique car, bien que situé en pleine ville, il contient une chefferie traditionnelle africaine. Pourquoi la chefferie traditionnelle s’est-elle conservée malgré l’urbanisation ? La chefferie outrepasse la frontière Togo/Ghana car elle existait avant son érection, en raison de l’installation ancienne sur la zone d’une communauté Aflaou. La frontière a provoqué la séparation de la chefferie, mais elle reste bénigne puisque les contacts entre le chef togolais M. Sedovon Amozou et le chef ghanéen sont fréquents, étant donné qu’ils ne subissent pas de contrôle à la frontière. Les traditions sont restées malgré l’urbanisation, car l’implantation de la chefferie sur le territoire était déjà trop forte.
À l’intérieur de Lomé, la baie d’Atikoumé est  située dans le quartier d’Atikoumé, frontalier à l’Ouest avec le Ghana, délimité à l’Est et au Nord par le Boulevard du 30 août qui le joint au quartier de Klikamé et au Sud frontalier avec les quartiers de Nyékonakpoé et de Tokoin.

## Origine géologique

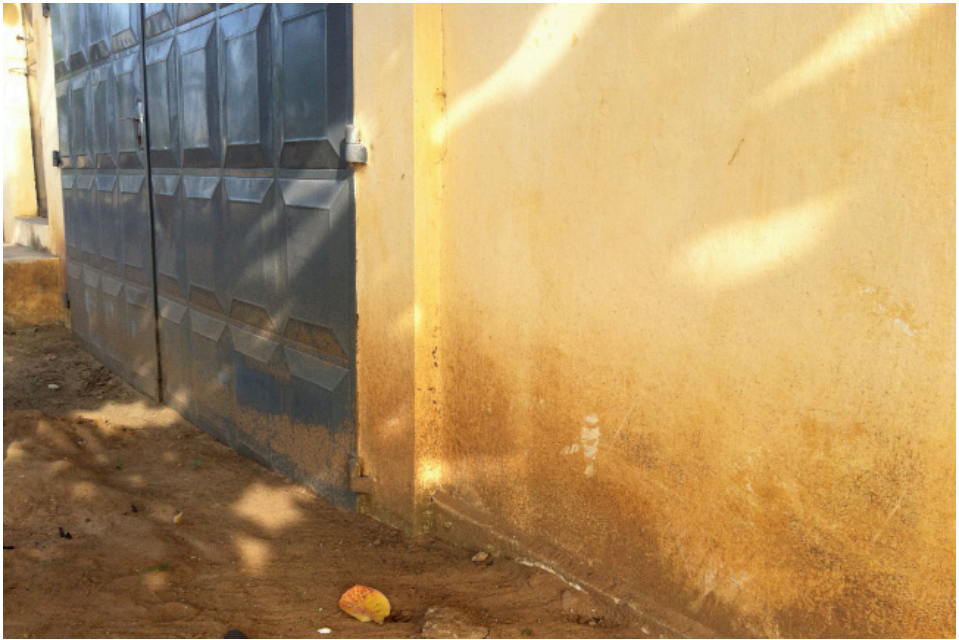
Traces des crues de la baie d'Atikoumé et signes ostensibles d'inondations

Géologiquement, le lit de la baie est un bas-fond, si bien que le terrain est une cuvette, qui se remplit à chaque période de moussons, sans absorption de l’eau dans les sols, en raison de l’étanchéité caractéristique du bas-fond. Les inondations à répétition ont provoqué des crues qui ont eu un impact sur la vie et l’activité économique du quartier d’Atikoumé. 
Face à ce problème, une pompe a été installée en 2005 afin d’évacuer l’excédent d’eau vers les étangs voisins, pour contenir les crues.

## Origine historique
La baie d’Atikoumé s’est formée par un processus historique spécifique qui débute au début des années 1980. À l’origine, le site n’est qu’un terrain sec et dense en végétation, puis un terrain de football a été créé. Déjà, de fortes pluies ont commencé à endommager le terrain. À cette période, cet espace à la frontière Togo/Ghana est en libre circulation. 
En 1986, des tentatives d’attentats surviennent au Togo. Dès lors, le Togo accuse les activistes politiques d’être venus par le site d’Atikoumé, qui est un espace frontalier où les passages ne subissent aucun contrôle, tant de la part des autorités ghanéennes que togolaises. En réaction, les autorités togolaises décident de la création d’une « montagne de terre » pour renforcer la frontière, ainsi que de la présence de douaniers. Sachant que le Boulevard du 30 août à Lomé longe le site parallèlement à la « montagne de terre », celui-ci a été enclavé, de sorte que les eaux de pluie se sont accumulées, si bien qu’une baie a été formée. 
Aujourd’hui, la baie est difficilement assumée. D’un côté, on évacue l’excédent d’eau au moyen de la pompe vers le Golfe de Guinée car on a le douloureux souvenir des inondations avant 2005, de l’autre, on tient à maintenir la baie, qui présente un écosystème intéressant, en entretenant le bio-système de celle-ci, indirectement par l’introduction de poissons dans l’eau par les pêcheurs vivant aux environs du site, même si le but premier de cette activité est d’éliminer les larves de moustiques en germe.

## Enjeux environnementaux

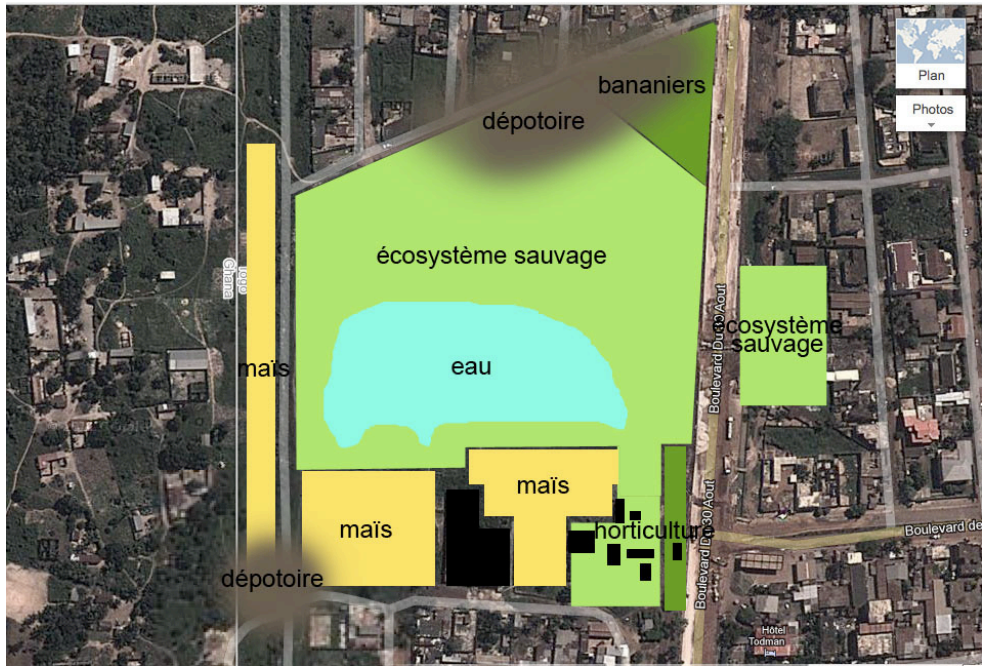
Schéma du site de la baie d'Atikoumé

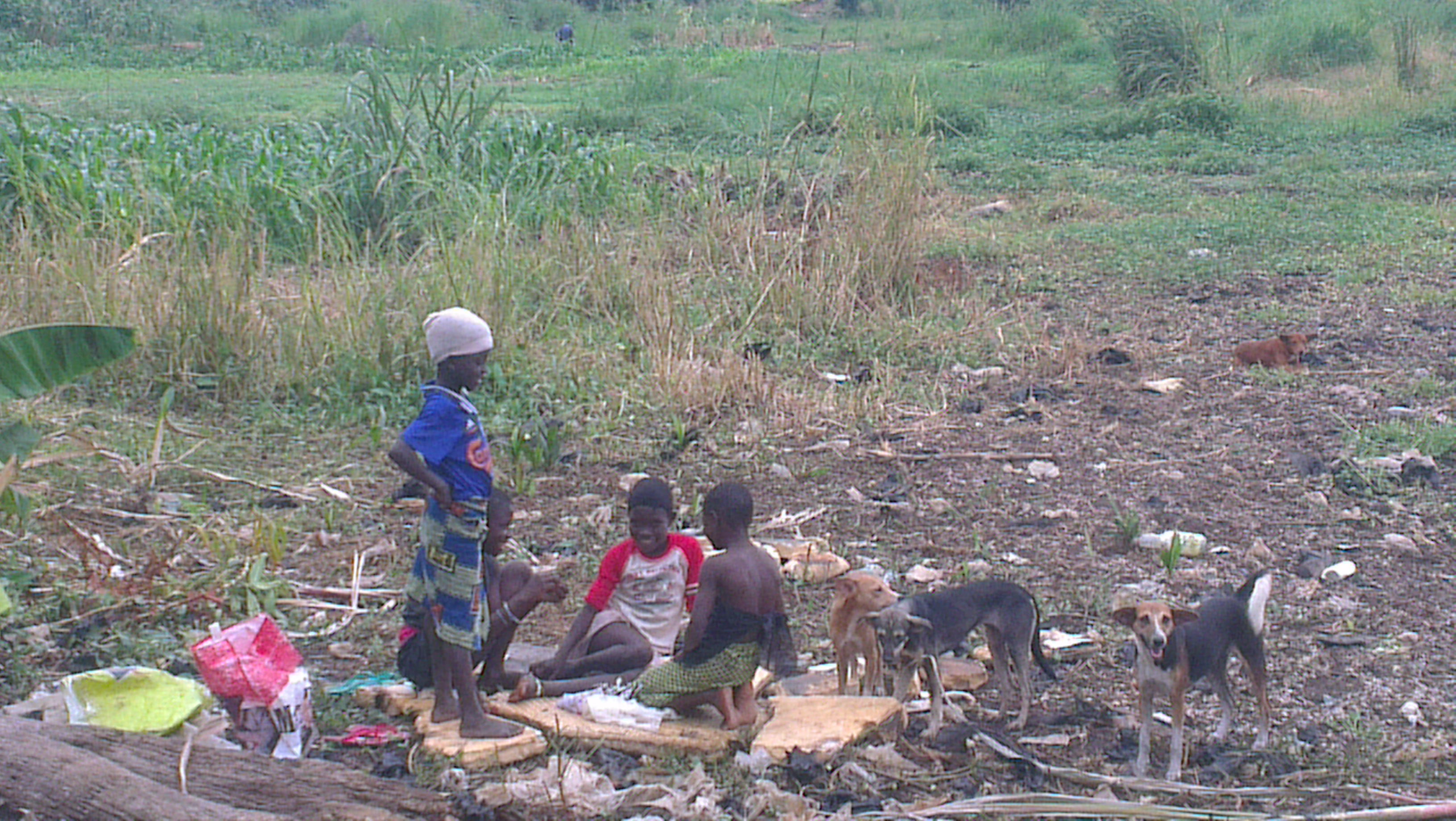
Enfants au dépôt d'ordures du site de la baie d'Atikoumé

Les résidents autour de la baie d’Atikoumé, l’écosystème et les cultures sont affectés par le dépôt d’ordures des habitants dans le quartier, qui se fait entre 1h et 4h, à des heures où il est impossible d’intervenir. Au Togo, la récolte et le tri d’ordures chez l’habitant sont coûteux, si bien qu’ils sont inaccessibles à la majorité des habitants de la zone. Ainsi, non seulement des enfants côtoient quotidiennement les ordures qui s’entassent, mais ces ordures empiètent sur les cultures et l’écosystème. 
Nombreuses sont les associations de défense de l’environnement qui s’alarment en raison des conséquences du dépôt d’ordures sur l’écosystème et sur la santé des enfants.